# Berberis andrieuxii
Berberis andrieuxii är en berberisväxtart som beskrevs av William Jackson Hooker och Arn.. Berberis andrieuxii ingår i släktet berberisar, och familjen berberisväxter. Inga underarter finns listade i Catalogue of Life.